# Station Wilkoszewice
Station Wilkoszewice is een spoorwegstation in de Poolse plaats Wilkoszewice.